# Crawford County (Georgia)
Das Crawford County ist ein County im Bundesstaat Georgia der Vereinigten Staaten. Der Verwaltungssitz (County Seat) ist Knoxville.

## Geographie
Das County liegt etwa 40 Kilometer nordwestlich des geographischen Zentrums von Georgia und hat eine Fläche von 846 Quadratkilometern, wovon vier Quadratkilometer Wasseroberfläche sind. Es grenzt im Uhrzeigersinn an folgende Countys: Monroe County, Bibb County, Peach County, Taylor County und Upson County.
Das County ist Teil der Metropolregion Macon.

## Geschichte
Crawford County wurde am 9. Dezember 1822 als 55. County von Georgia aus Indianerland und Teilen des Houston County gebildet. Später kamen Teile des Macon County und des Talbot County hinzu. Benannt wurde es nach William H. Crawford, dem damaligen US-Finanzminister.

## Sehenswertes
Im Crawford County sind viele historische Gebäude erhalten geblieben, die in der nationalen Datenbank der historischen Gebäude gelistet sind. Besonders erwähnenswert sind das Crawford County Gerichtsgebäude aus 1831 und das County-Gefängnis aus 1882. Weiterhin gibt es 19 archäologisch bedeutsame Plätze.

## Demografische Daten
Laut der Volkszählung von 2010 verteilten sich die damaligen 12.630 Einwohner auf 4.822 bewohnte Haushalte, was einen Schnitt von 2,59 Personen pro Haushalt ergibt. Insgesamt bestehen 5.292 Haushalte.
73,2 % der Haushalte waren Familienhaushalte (bestehend aus verheirateten Paaren mit oder ohne Nachkommen bzw. einem Elternteil mit Nachkomme) mit einer durchschnittlichen Größe von 3,02 Personen. In 32,3 % aller Haushalte lebten Kinder unter 18 Jahren sowie in 25,0 % aller Haushalte Personen mit mindestens 65 Jahren.
25,4 % der Bevölkerung waren jünger als 20 Jahre, 22,6 % waren 20 bis 39 Jahre alt, 32,0 % waren 40 bis 59 Jahre alt und 20,0 % waren mindestens 60 Jahre alt. Das mittlere Alter betrug 42 Jahre. 50,5 % der Bevölkerung waren männlich und 49,5 % weiblich.
74,6 % der Bevölkerung bezeichneten sich als Weiße, 22,3 % als Afroamerikaner, 0,5 % als Indianer und 0,3 % als Asian Americans. 1,1 % gaben die Angehörigkeit zu einer anderen Ethnie und 1,3 % zu mehreren Ethnien an. 2,4 % der Bevölkerung bestand aus Hispanics oder Latinos.
Das durchschnittliche Jahreseinkommen pro Haushalt lag bei 41.910 USD, dabei lebten 17,3 % der Bevölkerung unter der Armutsgrenze.

## Kultur und Sehenswürdigkeiten

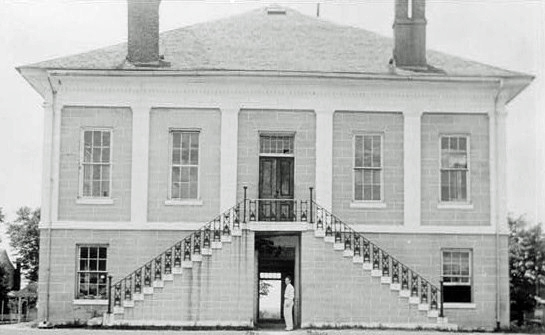
Das alte Crawford County Courthouse (1938). Das Courthouse geht auf das Jahr 1832 zurück, nachdem das erste Gerichts- und Verwaltungsgebäude zuvor einem Brand zum Opfer fiel. Es diente bis 2001 in dieser Funktion, als es durch einen barrierefreien Neubau ersetzt wurde. Im September 1980 wurde das Gebäude als erstes Objekt im County in das NRHP eingetragen.

Sechs Bauwerke, Stätten und „historische Bezirke“ (Historic Districts) im Coweta County sind im National Register of Historic Places („Nationales Verzeichnis historischer Orte“; NRHP) eingetragen (Stand 19. August 2023), neben dem ehemaligen Gerichts- und Verwaltungsgebäude des County sind dies unter anderem das frühere County-Gefängnis und ein Grabmonument.

## Orte im Crawford County
Orte im Crawford County mit Einwohnerzahlen der Volkszählung von 2010:
City:
- Roberta – 1.007 Einwohner

Census-designated place:
- Knoxville (County Seat) – 69 Einwohner